# Lagenocarpus subaphyllus
Lagenocarpus subaphyllus är en halvgräsart som beskrevs av Tetsuo Michael Koyama. Lagenocarpus subaphyllus ingår i släktet Lagenocarpus och familjen halvgräs. Inga underarter finns listade i Catalogue of Life.